# Erichthonius (zoon van Dardanus)
Erichthonios (Latijn: Erichthonius) was een mythische figuur uit de Griekse oudheid en een van de stamvaders van het Trojaanse koningshuis. Hij was de zoon van de legendarische Dardanus en Bateia. Erichthonios wordt genoemd door Homerus in zijn Ilias.
Na het overlijden van Dardanus werd zijn oudste zoon Ilos koning van Dardanië. Toen deze kinderloos overleed, volgde Erichthonios zijn broer op. Hij trouwde met Astyoche. Het paar kreeg een zoon genaamd Tros, die samen met zijn eigen zoon, Ilos, Troje stichtte.
Erichthonios stond bekend om zijn rijkdom. Zijn 3000 merries werden gedekt door de windgod Boreas die de gedaante van een hengst had aangenomen; het resultaat was een bijzonder paardenras dat snel en lichtvoetig was. Dardanië kwam daardoor bekend te staan als de plek van uitzonderlijke paarden en ruiters.
Tijdens de heerschappij van Erichthonios heerste er vrede en voorspoed in Dardanië.